# Konstantinos Mavropanos
Konstantinos „Dinos” Mavropanos (în greacă Κωνσταντίνος "Ντίνος" Μαυροπάνος; n. 11 decembrie 1997, Atena, Grecia) este un fotbalist grec, care joacă pe post de fundaș central la West Ham în Premier League. Pe plan internațional, are prezențe la națională pentru Grecia U21⁠(d) și Grecia.

## Cariera pe echipe

### PAS Giannina
Născut în Atena, Mavropanos a jucat pentru prima dată fotbal organizat la grupele de copii și juniori a lui Apollon Smyrnis, echipă pentru care a jucat timp de opt ani. A urmat un transfer la echipa din PAS Giannina din Superliga Greacă, echipă cu care a semnat în ianuarie 2016 un contract pe trei ani și jumătate. Mavropanos a debutat pentru PAS Giannina într-un meci din Cupa Greciei care s-a jucat la 29 noiembrie 2016. A fost integralist, iar PAS Giannina a câștigat cu 1-0.
Mavropanos a debutat în campionat pentru PAS Giannina pe 5 aprilie 2017 împotriva lui Veria. A început meciul ca titular și a fost înlocuit în minutul 57, cu PAS Giannina pierzând meciul cu 3-0. A marcat primul gol pentru club în 19 august 2017 în timpul primei etape a sezonului în poarta lui Asteras Tripolis. Golul marcat de el în minutul 19 a ajutat echipa să câștige cu 2-1. Mavropanos a fost apoi votat omul meciului în egalul lui PAS Giannina cu AEK Atena, meci care s-a jucat o săptămână mai târziu, pe 27 august.
Mavropanos a jucat în 23 de partide în toate competițiile pentru PAS Giannina, marcând trei goluri.

### Arsenal
La 4 ianuarie 2018, Mavropanos a semnat un contract cu echipa engleză Arsenal din Premier League. Pe 15 ianuarie, Mavropanos și-a echipa, Arsenal U-23, să o învingă pe Manchester United U-23 cu 4-0 acasă, jucând toate 90 de minute ale meciului. Pe 2 februarie, Mavropanos a fost inclus în lotul echipei pentru un meci din șaisprezecimile Europa League. Pe 29 aprilie, Mavropanos și-a făcut debutul în Premier League într-o înfrângere scor 2-1 împotriva lui Manchester United pe Old Trafford. Performantele sale au fost apreciate de fani și de analiștii sportivi. Mavropanos a debutat pe Emirates cu Burnley. A fost ultimul meci de acasă al lui Liverpool sub comanda lui Arsène Wenger, cu Mavropanos reușind să joace în prima partidă fără gol primit pentru el la Arsenal, cu echipa câștigând partida cu 5-0. Mavropanos a jucat în meciul următor împotriva echipei Leicester City, dar a fost eliminat după 15 minute, încheindu-și astfel primul său sezon la Arsenal.
La începutul lunii octombrie 2018, Mavropanos s-a confruntat cu o pubalgie care l-a ținut pe tușă până la jumătatea lunii decembrie. Pe 15 ianuarie 2019, Mavropanos a revenit în echipă după aproape patru luni (117 zile mai exact), dar nu a forțat pentru a nu se reaccidenta și pentru a putea prinde în viitor prima echipă antrenată de Unai Emery. La 3 februarie 2019, el a debutat pentru echipa mare în sezonul 2018-2019 intrând în locul lui Shkodran Mustafi într-un meci pierdut cu 3-1 în fața campioanei Manchester City. La 12 mai 2019, în ultimul meci al sezonului, Mavropanos a fost înlocuit de Laurent Koscielny după jumătate de oră din cauza unei accidentări, în partida câștigată cu 3-1 în fața lui Burnley FC